# 2222 Лермонтов
2222 Ле́рмонтов (2222 Lermontov) — астероїд головного поясу, відкритий 19 вересня 1977 року.
Тіссеранів параметр щодо Юпітера — 3,193.